# Madách Imre (kamarás)

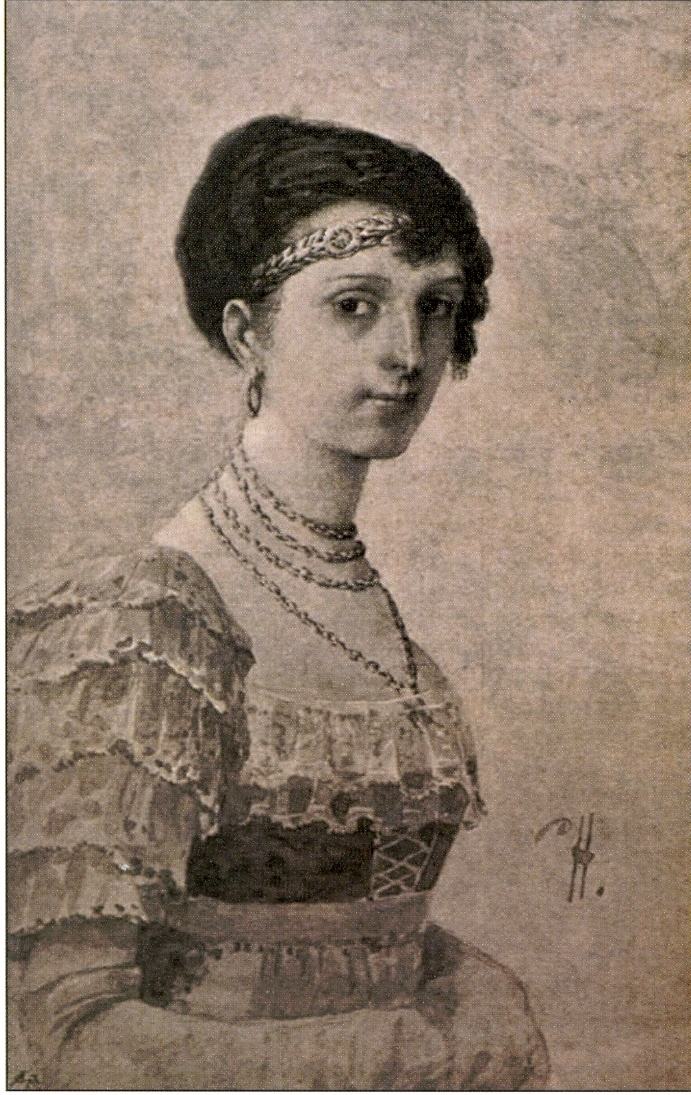
Madách Imre felesége Majthényi Anna portréja

Sztregovai és kiskelecsényi Madách Imre (Alsósztregova, 1781. szeptember 18. – Alsósztregova, 1834. január 3.) császári és királyi kamarás és földbirtokos, Madách Imre író édesapja.

## Élete
Madách Sándor megyei főügyész és Rusz Anna fia. Első éves bölcselethallgató volt 1799-ben a pesti egyetemen. A jogot 1801–1802-ben Pozsonyban, magántanulóként végezte. Jurátus volt Szilassy József, későbbi hétszemélynök és koronaőrnél.
Felesége keselőkői Majthényi Anna (Mezőnyárád, 1789. október 18. – Csesztve, 1885. május 22.), Majthényi Károly septemvir, királyi tanácsos és Beleznay Anna unokája (harmadik gyermekük, Majthényi Jónás lánya) volt, akivel 1810. január 23-án Budán kötött házasságot.
Gyermekeik:
- Sándor (1812–1812)
- Alexandra Mária Anna Paulina (1813. július 1., Alsósztregova - 1849. augusztus 15/16., Maros-Szlatina)
- Eszter Mária Anna (1814. augusztus 28., Alsósztregova - 1814. augusztus 28., Alsósztregova)
- Jozefa Anna (1815. november 5., Alsósztregova - 1820. április 1., Alsósztregova)
- Henrika Anna (1818. április 18., Alsósztregova - 1866. október 23., Buda)
- Imre (1823. január 20., Alsósztregova - 1864. október 4., Alsósztregova)
- György (1825. február 17., Alsósztregova - 1825. március 11., Alsósztregova)
- Károly (1826. március 26., Alsósztregova - 1888. szeptember 8., Csesztve)
- Pál (1827. április 23., Alsósztregova - 1849. október 1., Alsósztregova)

## Munkái
- Tentamen publicum ex historia universali primi semestris, quod in universitate Pestiensi anno 1799. mense martio subivit. Pestini
- Tentamen publicum ex univ. Metaphysica ... Pestini, 1800
- Tentamen ex Mathesi. Uo., 1800